# Jaguar XK120
O Jaguar XK120 é um veículo esportivo construído pela empresa britânica Jaguar entre 1948 e 1954. Foi o primeiro carro esportivo da Jaguar desde que a produção do SS 100 terminou em 1939.

## História
Este modelo foi o primeiro automóvel da marca após a Segunda Guerra Mundial, sucessor do modelo Jaguar SS 100 que teve a produção encerrada em 1940 antes do início da Segunda Guerra na Grã-Bretanha.